# Gemerček
Gemerček, ungarisch Kisgömöri (bis 1927 slowakisch auch „Gemerčok“) ist eine Gemeinde in der südlichen Mittelslowakei mit 88 Einwohnern (Stand 31. Dezember 2024), die im Okres Rimavská Sobota, einem Kreis des Banskobystrický kraj, liegt und zur traditionellen Landschaft Gemer gehört.

## Geographie

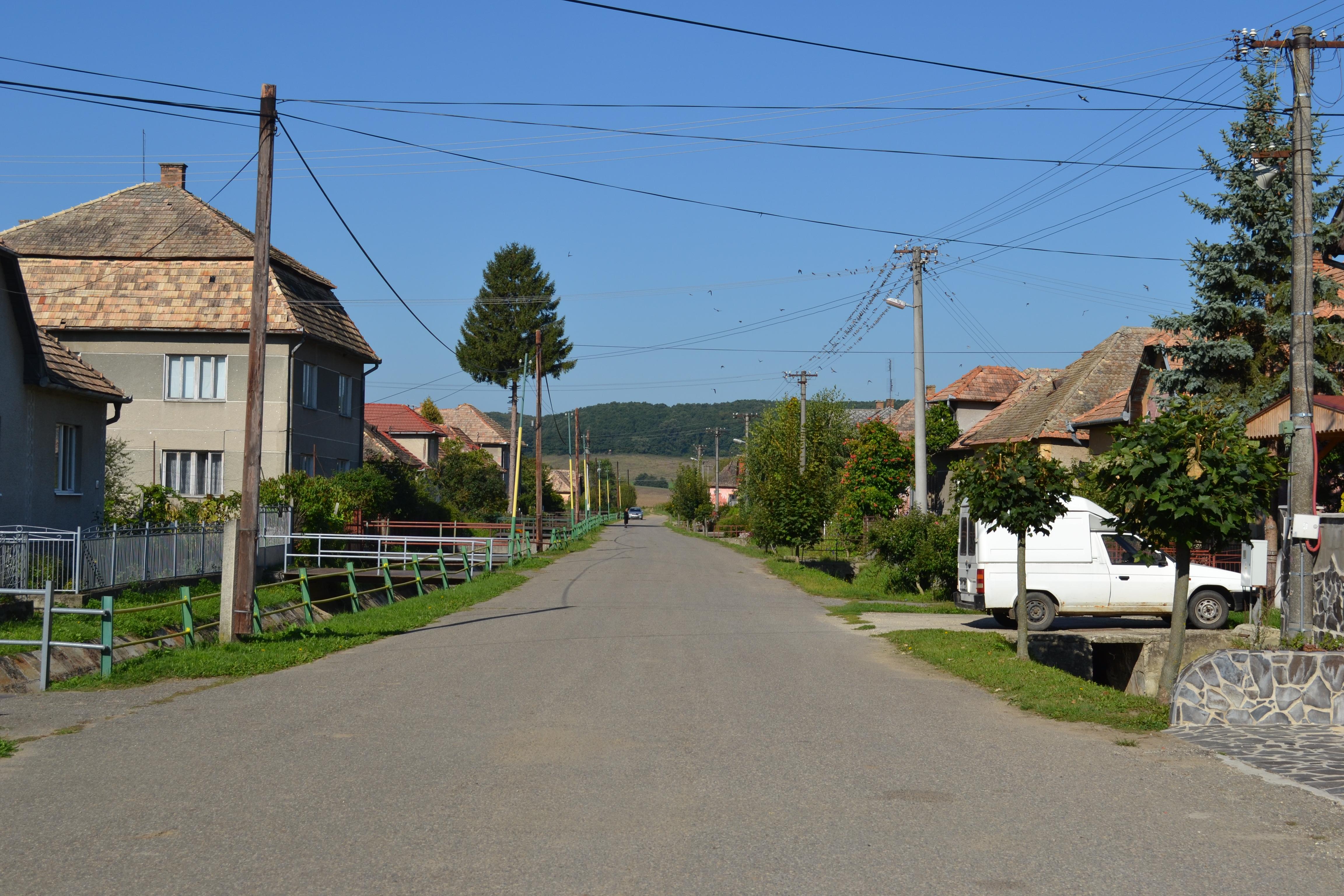
Straßenansicht in Gemerček

Die Gemeinde befindet sich im Westteil des Talkessels Rimavská kotlina (Teil der größeren Einheit Juhoslovenská kotlina), am Bach Gemerčecký potok im Einzugsgebiet der Rimava. Das Ortszentrum liegt auf einer Höhe von 254 m n.m. und ist 19 Kilometer von Rimavská Sobota entfernt (Straßenentfernung).
Nachbargemeinden sind Rimavská Sobota (Stadtteile Mojín, Dúžava und Rimavská Sobota) im Norden und Nordosten, Rimavské Janovce im Osten, Gortva im Südosten und Hodejov im Süden und Westen.

## Geschichte

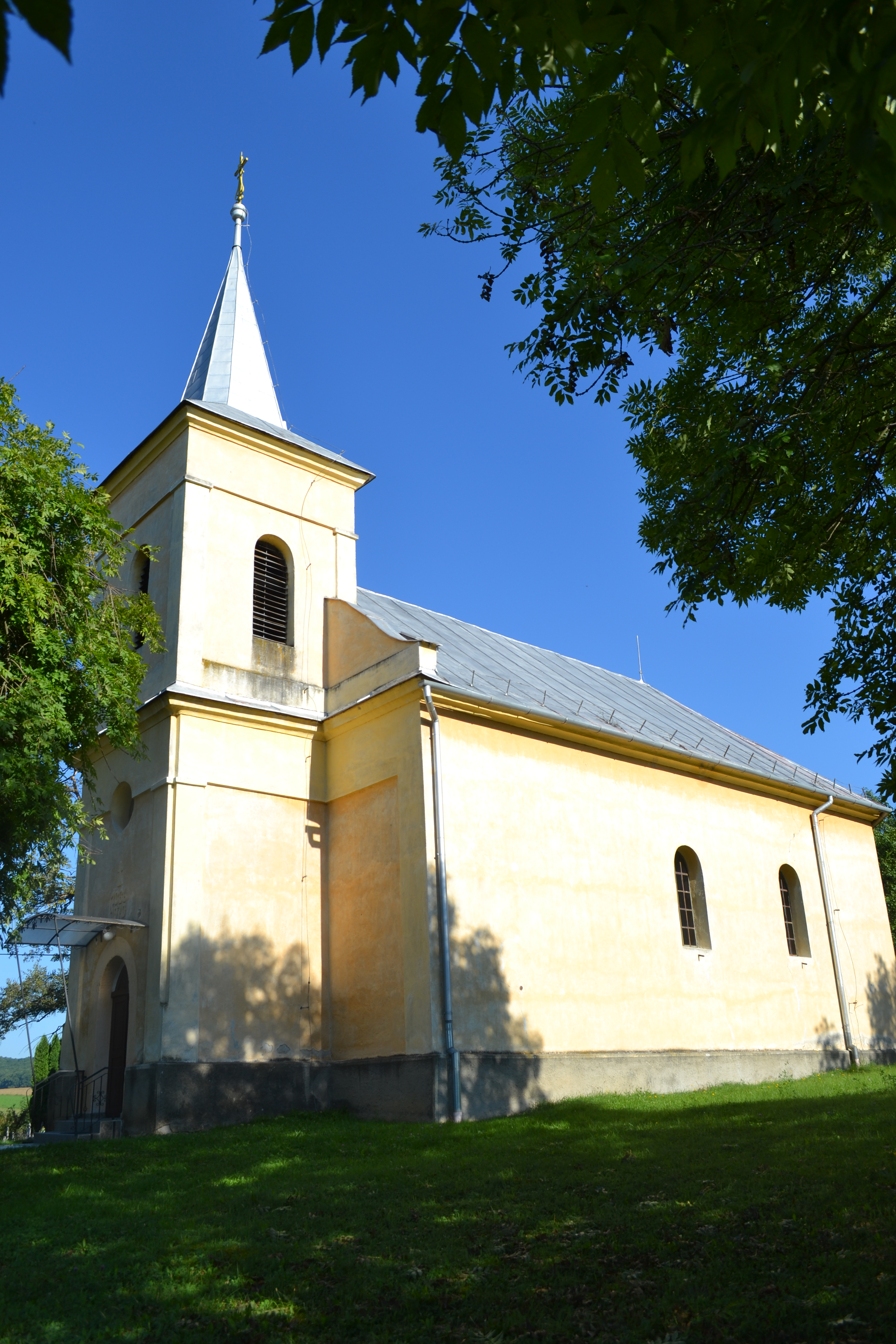
Kirche in Gemerček

Gemerček wurde zum ersten Mal 1427 als Gwmory schriftlich erwähnt, weitere historische Bezeichnungen sind unter anderen Gemery (1489) und Gömöri (1786). Der Ort war Besitz des Geschlechts Rátold, ab dem 16. Jahrhundert verschiedener landadliger Familien. 1554 wurde Gemerček von osmanischen Truppen verwüstet und 1683 von polnisch-litauischen Einheiten geplündert. 1773 gab es 11 leibeigene Bauern- und fünf Untermieterfamilien, 1828 zählte man 29 Häuser und 225 Einwohner, die als Landwirte und Obstbauern beschäftigt waren.
Bis 1918/19 gehörte der im Komitat Gemer und Kleinhont liegende Ort zum Königreich Ungarn und kam danach zur Tschechoslowakei beziehungsweise heute Slowakei. Auf Grund des Ersten Wiener Schiedsspruchs lag er von 1938 bis 1944 noch einmal in Ungarn.

## Bevölkerung
| Jahr                | 1994 | 2004     | 2014     | 2024     |
| ------------------- | ---- | -------- | -------- | -------- |
| Anzahl der Personen | 134  | 115      | 101      | 88       |
| Unterschied         |      | −14,17 % | −12,17 % | −12,87 % |

| Jahr                | 2023 | 2024    |
| ------------------- | ---- | ------- |
| Anzahl der Personen | 92   | 88      |
| Unterschied         |      | −4,34 % |

Gemäß der Volkszählung 2011 wohnten in Gemerček 102 Einwohner, davon 86 Magyaren und 16 Slowaken.
99 Einwohner bekannten sich zur römisch-katholischen Kirche und zwei Einwohner zur reformierten Kirche. Bei einem Einwohner wurde die Konfession nicht ermittelt.

## Baudenkmäler
- römisch-katholische Kirche Elisabeth von Ungarn im spätklassizistischen Stil aus dem Jahr 1883[6]
- Wegkapelle im spätklassizistischen Stil aus dem Jahr 1883[7]